# Wolfgang Hoppe
Wolfgang Hoppe (Apolda, 14 novembre 1957) è un ex bobbista ed ex multiplista tedesco, sino al 1990 gareggiava per la Repubblica Democratica Tedesca.
Tra i piloti più vincenti nella storia di questo sport, Hoppe può vantare sei medaglie vinte alle Olimpiadi, di cui due d'oro conquistate in entrambe le specialità in una stessa edizione dei giochi (Sarajevo 1984), impresa riuscita soltanto ad altri cinque piloti nella storia olimpica: l'italiano Eugenio Monti e i tedeschi Andreas Ostler, Meinhard Nehmer, André Lange e Francesco Friedrich. Ha inoltre vinto sei titoli mondiali, quattro europei e cinque trofei di Coppa del Mondo (più uno nella combinata), per un totale di 36 tra medaglie e trofei vinti in competizioni internazionali.
È fratello minore dell'ex pilota di motocross Heinz Hoppe.

## Biografia

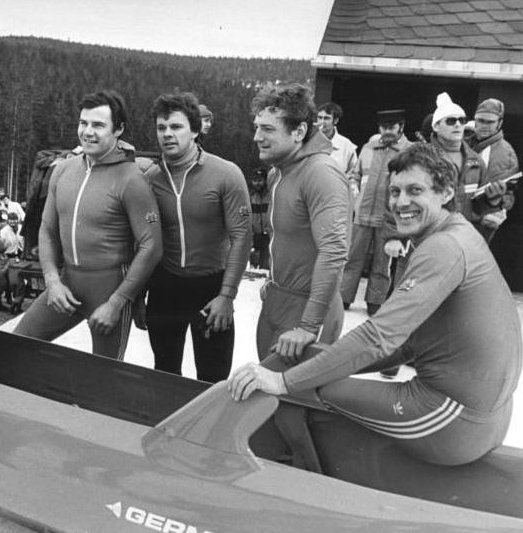
Hoppe (a sinistra), Bogdan Musiol, Ingo Voge e Dietmar Schauerhammer ai campionati tedeschi orientali del 1987

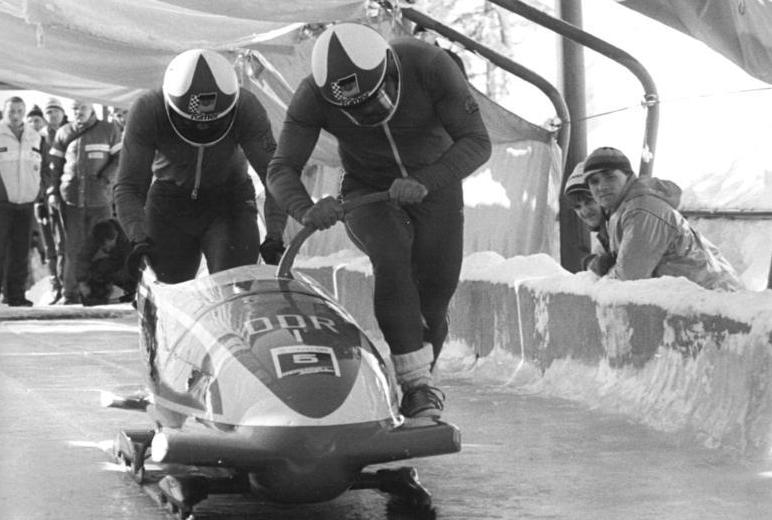
Hoppe e Musiol ai campionati tedeschi orientali del 1988

Prima di dedicarsi al bob, Hoppe ha praticato l'atletica leggera nella disciplina del decathlon, vincendo in questa specialità una medaglia d'argento ai campionati tedeschi orientali juniores del 1976.
Compete dai primi anni 80 come pilota per la nazionale tedesca orientale. Si è aggiudicato la prima edizione della Coppa del Mondo nel 1983/84, vincendo la classifica generale sia nel bob a due che nel bob a quattro. A questi aggiunse poi altri due trofei a quattro (1991/92 e 1995/96), uno di bob a due (1990/91) e un altro nella combinata maschile (1991/92).
Ai Giochi olimpici invernali ha vinto sei medaglie in quattro edizioni diverse, tra cui risaltano i due ori conquistati a Sarajevo 1984 nel bob a due con Dietmar Schauerhammer e nel bob a quattro con Schauerhammer, Andreas Kirchner e Roland Wetzig, partecipando per la nazionale tedesca orientale, e superando quella svizzera e l'altra tedesca. Vinse poi due argenti a Calgary 1988, un altro argento nel bob a quattro ad Albertville 1992 e il bronzo a Lillehammer 1994 sempre nel bob a quattro.
Inoltre ai campionati mondiali vinse 14 medaglie tra cui sei d'oro: tre nel bob due (nel 1985, nel 1986 e nel 1989) e altrettante nel bob a quattro (nel 1991, nel 1995 e nel 1997), oltre a un argento e ben sette bronzi. Ha conquistato anche quattro titoli europei.
Si ritirò dall'attivista agonistica nel 1998 per dedicarsi all'attività di allenatore per la nazionale tedesca.

## Palmarès

### Olimpiadi
- 2 medaglie:
  - 2 ori (bob a due, bob a quattro a Sarajevo 1984);
  - 3 argenti (bob a due, bob a quattro a Calgary 1988; bob a quattro ad Albertville 1992);
  - 1 bronzo (bob a quattro a Lillehammer 1994).

### Mondiali
- 14 medaglie:
  - 6 ori (bob a due a Cervinia 1985; bob a due a Schönau am Königssee 1986; bob a due a Cortina d'Ampezzo 1989; bob a quattro ad Altenberg 1991; bob a quattro a Winterberg 1995; bob a quattro a Sankt Moritz 1997);
  - 1 argento (bob a quattro a Sankt Moritz 1987);
  - 7 bronzi (bob a due a Lake Placid 1983; bob a due a Sankt Moritz 1987; bob a quattro a Cortina d'Ampezzo 1989; bob a due a Sankt Moritz 1990; bob a due ad Altenberg 1991; bob a due a Igls 1993; bob a quattro a Calgary 1996).

### Europei
- 8 medaglie:
  - 4 ori (bob a due a Igls 1986; bob a due, bob a quattro a Cervinia 1987; bob a quattro ad Altenberg 1995);
  - 4 argenti (bob a due, bob a quattro a Sankt Moritz 1985; bob a due a Winterberg 1989; bob a quattro a Sankt Moritz 1996);

### Coppa del Mondo
- Vincitore della classifica generale nel bob a due nel 1983/84 e nel 1990/91;
- Vincitore della classifica generale nel bob a quattro nel 1983/84 e nel 1991/92 e 1995/96;
- Vincitore della classifica generale nella combinata maschile nel 1991/92.

### Campionati tedeschi orientali
- 5 medaglie[1]:
  - 5 ori (bob a due a Oberhof 1985; bob a due ad Altenberg 1986; bob a quattro ad Altenberg 1987; bob a due, bob a quattro ad Altenberg 1988).

### Campionati tedeschi
- 2 medaglie[1]:
  - 2 ori (bob a due nel 1994; bob a due nel 1995).